# تخصص (دندان‌پزشکی)
تخصص یکی از مراحل تحصیل دندان‌پزشکی است. دوره دندان‌پزشکی عمومی معمولاً شش سال است.دانشجویان این رشته، قبل از اخذ مدرک، در دو آزمون رسمی علوم‌پایه و صلاحیت بالینی  شرکت می‌کنند.در ادامه این دوره برخی از دندان‌پزشکان ممکن است در دوره‌های تخصصی که به‌طور میانگین سه سال طول می‌کشد شرکت کنند و پس از طی این دوره که به دستیاری موسوم است، تبدیل به یک دندان‌پزشک متخصص در همان تخصص خاص شوند. برخی رشته‌های تخصصی مانند جراحی دهان، فک و صورت زمانی بیش از سه سال برای اخذ تخصص می‌برد.

## تخصص‌ها
بهداشت عمومی دهان و دندان که یک تخصص غیربالینی در دندان‌پزشکی است و همان‌طور که از نامش پیداست به بهداشت عمومی دهان و دندان می‌پردازد.
ریشه‌درمانی یا  اندودنتیکس با مغز دندان (پالپ) و بافت‌های پیرامون ریشهٔ دندان سروکار دارد. اگر برای پالپ دندان مشکلی ایجاد شود؛خصوصا وقتی بیمار درد دارد؛ باید با عمل درمان ریشه معالجه گردد.
دندان‌پزشکی جرم‌شناسانه علم جمع‌آوری و استفاده از اطلاعات دندان‌پزشکی در قانون. این کار توسط هر دندان‌پزشک باتجربه و کارکشته‌ای میسر است. کارکرد اصلی این حوزه، تشخیص هویت و تأیید یا تکذیب شواهد است.
دندان‌پزشکی سالمندان شامل مراقبت‌هایی است که برای بزرگ‌سالان مسن ارائه می‌شود. این مراقبت‌ها اعم از تشخیص، پیشگیری و درمان دهان و دندانی است که با افزایش سن ایجاد می‌شود. یک تیم شامل متخصصان رشته‌های مختلف در مراکز سلامتی به درمان این بیماران می‌پردازند.
آسیب‌شناسی دهان، فک و صورت، مطالعهٔ آسیب‌شناسانه و در برخی موارد درمان بیماری‌هایی که به این حوزه ارتباط دارند.
رادیولوژی دهان، فک و صورت، مطالعه و تفسیر رادیولوژی، شامل مبانی فیزیکی و تکنیک‌های تصویربرداری، تفسیر ضایعات دهان و فک و صورت در انواع تصویربرداری‌ها و حفاظت در برابر تشعشعات کاربردی است.
جراحی دهان و فک و صورت، همان‌طور که از نامش برمی‌آید، به جراحی ناحیه دهان،فک و صورت می پردازد که علاوه بر جراحی های زیبایی و درمانی دهان و فک، اعمال زیبایی و درمانی بینی، گوش،پلک،لیفت و بوتاکس صورت،جراحی تومور های سر و گردن و... که در حیطه تخصصی آن است را شامل می‌شود  
زیست‌شناسی دهان، تحقیق و پژوهش در زیست‌شناسی دهان، دندان، سر و صورت.
کاشت دندان، علم و هنر جایگزین کردن جای خالی دندان کشیده‌شده.
بیماری‌های دهان، ارزیابی بالینی و تشخیص بیماری‌های مخاط دهان.
ارتودنسی (و ارتوپدی فک و دندان)، منظم کردن و قرار دادن دندان‌ها در محل مناسب و صحیح.
و همچنین چندین تخصص دیگر، مانند تخصص دندان‌پزشکی کودکان، لثه‌درمانی و ساخت پروتزهای دندانی (ثابت و متحرک) از این دسته هستند.

## در ایران
آموزش رشته‌های تخصصی دندان‌پزشکی در ایران در دانشگاه‌های علوم پزشکی اصفهان، اهواز، بابل، تبریز، تهران، زاهدان، شهید بهشتی، شیراز، قزوین، کرمان، گیلان، مشهد، همدان و یزد و همچنین دانشگاه‌های شاهد، آزاد پزشکی تهران و آزاد اصفهان (خوراسگان) انجام می‌پذیرد. رشته‌های تخصصی دندان‌پزشکی در ایران به شرح زیر می‌باشند:
1. اُرتودُنسی (اُرتودانتیکس)
2. ریشه‌درمانی (آندودُنسی، اِندودانتیکس، تخصص پالپ یا مغز دندان)
3. لثه‌درمانی (پارُدُنسی، پِریودانتیکس، تخصص بافت‌های پیرامون دندان [پیرادندان، پریودُنشیوم یا پارُدُنت])
4. پروتزدرمانی (پروستودُنسی، پروستودانتیکس)
5. دندان‌پزشکی کودکان (پِدودُنسی، پیدودانتیکس)
6. پزشکی دهان و فک و صورت (دهان‌پزشکی)
7. جراحی دهان و فک و صورت
8. دندان‌پزشکی ترمیمی
9. آسیب‌شناسی دهان و فک و صورت
10. رادیولوژی دهان و فک و صورت